# マフェイ2
マフェイ2(Maffei 2)は、カシオペヤ座の方角に約1000万光年離れた位置にある中間渦巻銀河である。マフェイ2とマフェイ1は、1968年にパオロ・マフェイによって、その赤外線放射から発見された。マフェイ2は銀河面吸収帯にあるため、約99.5%が前面にある銀河系の塵の雲に隠されており、可視光波長ではほとんど検出されない。発見後すぐに、マフェイ2は局所銀河群に属しているのではないかと指摘されたが、現在は局所銀河群に最も近い他の銀河群であるIC 342銀河群に属していると考えられている。

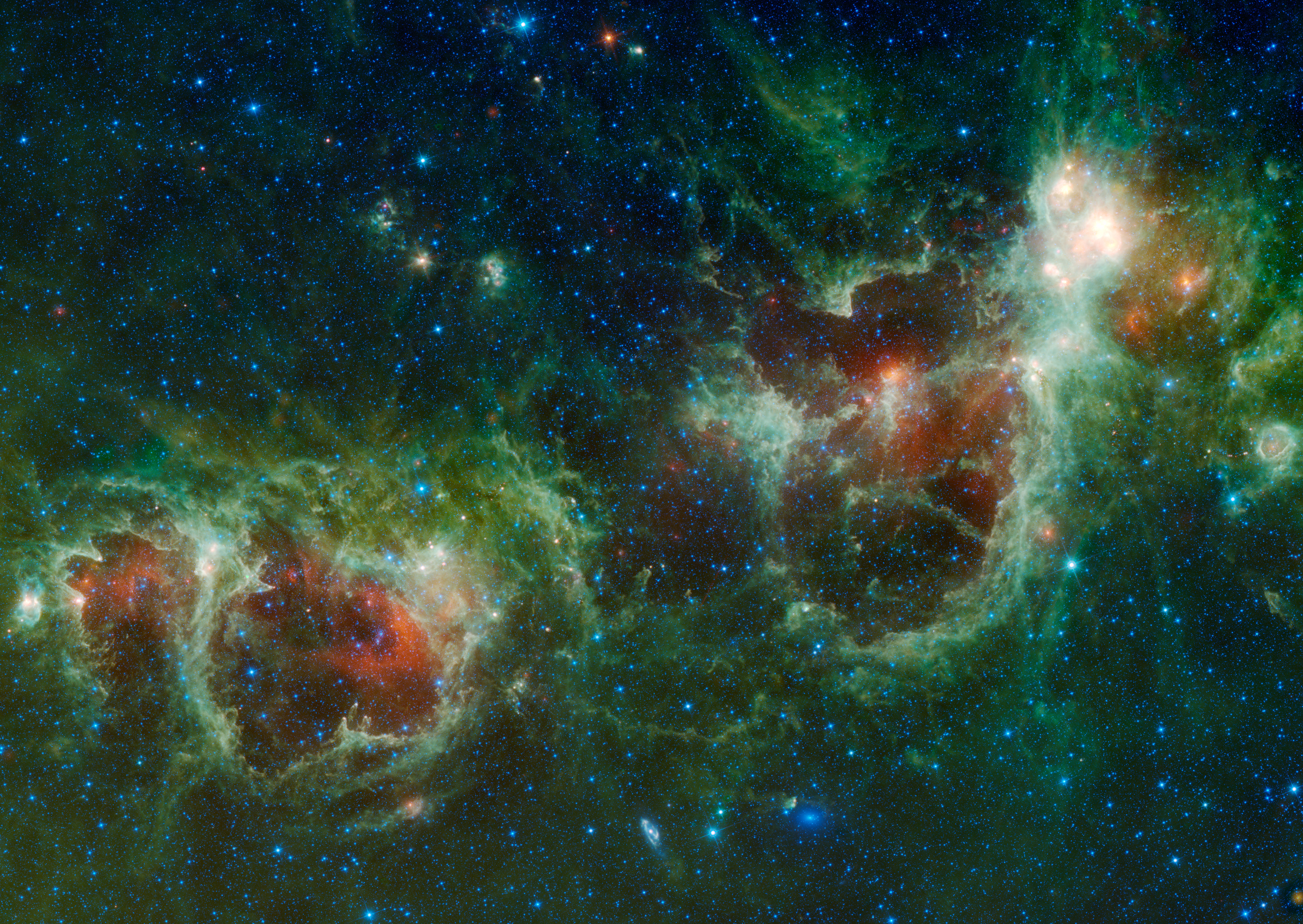
マフェイ2は、画像下部の中央付近にある渦巻銀河である。